# 호조 야스토키
호조 야스토키(일본어: 北条泰時)는 가마쿠라 시대 전기의 무장이다. 가마쿠라 막부 제3대 싯켄(재임: 1224년 ~ 1242년)으로서 고세이바이시키모쿠(御成敗式目)를 제정한 인물로 유명하다.

## 생애

### 탄생 그리고 조큐의 난
주에이(寿永) 2년(1183년) 요시토키(義時)의 장남으로 태어났다. 어릴 때의 이름은 곤고(金剛). 어머니는 요시토키의 측실 아와노 쓰보네(阿波局)로 고쇼(御所)의 뇨보(女房)로만 기록되어 있을 뿐 신분은 확실히 알 수 없다. 아버지 요시토키는 21세, 할아버지 도키마사(時政) 등 호조 일족과 함께 미나모토노 요리토모의 거병을 도와 가마쿠라(鎌倉)에 입성한지 3년만의 일이었다.
곤고가 10세 되던 무렵에 고케닌(御家人) 다가 시게유키(多賀重行)가 야스토키와 길에서 마주쳤으나 즉각 말에서 내려 예를 갖추지 않았다 하여 요리토모에게 검문당하였다. 요리토모의 외척으로, 막부 안에서도 높은 지위를 보유하고 있던 호조 집안은 다른 고케닌들과는 하늘과 땅만큼의 차이가 있다고 요리토모는 주장했고, 시게유키의 행동은 지극히 예를 잃은 것이다고 규탄했다. 요리토모의 견책에 시게유키는 자신은 무례하다고 할 만한 행동은 하지 않았으며 야스토키도 자신에 대해 무례하다거나 불쾌하다고는 생각하지 않았다고 변명했고, 야스토키에게도 물어보도록 요리토모에게 권했다. 이에 야스토키를 불러 묻자 시게유키는 전혀 무례를 범하지 않았으며 야스토키 자신도 무례라 생각하지 않는다고 말했다. 그러나 요리토모는 시게유키는 자기 잘못을 발뺌하려고 거짓말을 하고 있으며 야스토키는 그런 시게유키를 감싸주려고 하는 것으로 판단하고 시게유키의 영지를 몰수해 야스토키에게는 상으로 검을 내려주었다. 《아즈마카가미》(吾妻鏡)에 수록된 이 일화는 야스토키의 고매한 인품과 요리토모의 야스토키에 대한 총애를 단적으로 보여주는 일화로 평가되고 있다..
겐큐(建久) 5년 (1194년 ) 2월 2일, 13세에 원복(元服)하였다. 막부의 초대 쇼군 요리토모가 에보시오야(烏帽子親)를 맡았으며, 요리토모의 휘 한 자를 받아서 요리토키(頼時)라고 했었는데, 구체적인 시기는 알 수 없으나 뒤에 야스토키(泰時)로 이름을 고쳤다.
요리토모의 명으로 원복과 함께 미우라 요시즈미(三浦義澄)의 손녀딸과 혼약을 맺었으며, 8년 뒤인 겐닌(建仁) 2년(1202년) 8월 23일에 미우라 요시무라(三浦義村, 요시즈미의 아들)의 딸(야베노젠니)를 정실로 맞이하였다. 이듬해 적남 도키우지가 태어났으나, 뒤에 미우라씨의 딸과 이별하고 안보 사네야스(安保實員)의 딸을 정실로 맞아들였다. 겐닌 3년(1203년) 9월, 히키 요시카즈(比企能員)의 변에서 히키 토벌군에 가담했다.
겐랴쿠(建暦) 원년(1211년)에 슈리노스케(修理亮)에 보임되었다. 겐랴쿠 2년(1212년) 5월, 이복동생이지만 정실의 아들이었던 도모토키(朝時)가 제3대 쇼군 미나모토노 사네토모(源實朝)의 노여움을 사는 바람에 아버지 요시토키에게 의절당하고 실각했다. 겐랴쿠 3년(1213년)의 와다캇센(和田合戦)에서 아버지 요시토키와 함께 와다 요시모리(和田義盛)를 멸했고, 전공으로 무쓰(陸奧) 도다 군(遠田郡)의 지토(地頭)에 임명되었다. 겐포(建保) 6년(1218년)에는 아버지로부터 사무라이도코로(侍所)의 벳토(別當)에 임명되었다. 조큐(承久) 원년(1219년)에는 종5위상 관위와 스루가노카미(駿河守)로 관직을 받았다.
조큐 3년(1221년)에 일어난 조큐의 난에서 39세의 야스토키는 숙부 도키후사(時房)와 함께 막부군의 대장으로서 도카이도 방면으로 상경하여 고토바 상황(後鳥羽上皇) 측에 선 막부 타도군을 쳐부수고 교토 로쿠하라로 들어갔다. 난이 진압된 뒤 전후 처리, 조정과의 교섭, 교토 치안 유지 등을 맡아 막부가 수도에 설치한 로쿠하라 단다이(六波羅探題) 북방(北方)으로 취임하였고, 남방(南方)으로는 도키후사가 취임했다. 이후 교토에 머무르며 조정에 대한 감시와 전후 처리, 긴키나 기나이 지방 서쪽 고케닌 무사들의 통괄을 맡았다. 로쿠하라 단다이 시절의 경험은 훗날 그가 여러 정책을 펼치는 데 큰 영향을 주었다. 또한 이 시기에 저명한 화엄종 승려인 고산사(高山寺)의 묘에(明惠)와도 교류하였다.

### 제3대 싯켄
조오(貞応) 3년 (1224년) 6월, 아버지 요시토키가 급서하면서, 가마쿠라에 돌아왔을 때는 계모인 이가 마님(伊賀の方)이 오빠인 이가 미쓰무네(伊賀光宗)와 함께 모의해 친아들 마사무라(政村)를 차기 싯켄으로, 사위 구게(公家) 이치조 사네마사(一條實雅)를 쇼군으로 각각 옹립하려 하려 한 이가 씨(伊賀氏)의 난을 일으켰다. 백모였던 아마미다이(尼御台) 호조 마사코(北条政子)는 야스토키와 도키후사를 고쇼(御所)에 불러 각각 싯켄과 렌쇼(連署)에 임명하고, 이가노 가타 등을 모반인으로 처벌하였다. 야스토키는 마사코의 후견에 힘입어 가독을 이어받고 42세로 제3대 싯켄이 되었다. 이가노 가타는 유폐되었으나 관련자인 이복동생 마사무라나 사건 가담이 의심되던 유력 고케닌 미우라 요시무라는 불문에 부쳐졌고, 유배되었던 이가 미쓰무네도 더 죄를 묻지 않고 풀어주어 복귀시켰다.. 요시토키가 남긴 영지 배분에서 야스토키는 동생들에게 대부분 양보하고 자신은 조금도 가지지 않았다. 마사코는 이에 반대하며 야스토키가 많은 몫을 가지고 남동생들을 통제하게 하려 했지만, 야스토키는 "나는 싯켄이지 않습니까"라면서 사퇴했다고 한다. 이가씨 사건에 대한 관대한 조치, 형제에 대한 융화책은 당시 야스토키의 취약했던 입장, 가독 계승자도 아니면서 갑작스럽게 가독을 이어받은 것에 따른 정치 기반의 취약함이나 막부내 호조씨 권력의 불안정함을 보여주는 것이기도 했다. 야스토키는 새롭게 호조씨 적류 집안의 가정 사무를 맡을 '가령'(家令)를 두고 여기에 신임이 두터운 가신 미토 가게쓰나(尾藤景綱)를 임명하여, 다른 일족과는 다른 적류(嫡流) 집안으로서의 입장을 밝혔다. 이것은 훗날의 도쿠소(得宗) 나이간레이(内管領)의 전신이 되었다.
이듬해인 가로쿠(嘉禄) 원년(1225년 )6월에 막부의 유력 신료였던 오에노 히로모토(大江広元)가 죽고, 7월에는 마사코가 세상을 떠나면서 막부는 주요 요인들을 잃었다. 여지껏 후견인으로서 야스토키를 든든히 보좌해주던 마사코의 죽음은 야스토키에게는 타격인 동시에 마사코의 간섭이나 속박에서 벗어나 독자적인 방침을 내세워 정치가로서 힘을 발휘할 수 있게 되었다.
난국을 맞아 야스토키는 요리토모에서 마사코에 이르는 전제체제 대신 집단지도제, 합의정치의 뜻을 밝혔다. 숙부 도키후사를 교토에서 불러들이고, 야스토키와 함께 싯켄의 지위를 얻은 '양(兩)싯켄'이라 불리는 복수의 싯켄 체제를 이루었는데, 싯켄 아래의 지위는 뒤에 '렌쇼'(連署)라 불리게 된다. 야스토키는 나아가 미우라 요시무라 등의 유력 고케닌을 대표하여, 나카하라 모로카즈(中原師員) 등 막부 사무관료 등으로 이루어진 합계 11인 고케닌의 효조슈(評定衆)를 발탁해 만도코로(政所)에 출사시키고, 여기에 싯켄 2인을 더한 13인의 '효조(評定)'회의를 신설하여 이것을 막부의 최고기관으로 삼고 정책이나 인사 결정, 소송 해결, 법령 제정 등을 맡겼다. 이후 만도코로와 몬츄조에서 막부 재정과 재판 업무를 담당하고, 일반 정무의 최종적인 결정이나 중요한 재판을 모두 효조슈에서 의결하는 식으로 바뀌었다.
3대 쇼군 사네토모가 암살된 뒤에는 새로운 가마쿠라도노(鎌倉殿)로서 교토에서 맞아들인 8세의 미토라(三寅)에게 원복을 행하여 후지와라노 요리쓰네라 명명하였다. 보통 원복은 12, 3세를 전후해 이루어지는 것이 선례였지만 이 선례를 어기고 그의 원복을 서두른 것은 원복 이전에는 관직에 임용되지 못한다는 관행이 있었기 때문에, 관행을 어기면서까지 요리쓰네를 막부의 쇼군으로 옹립하는 대신 원복 연령을 대폭 낮추면서 임관 조건을 맞추고자 하였던 것이다. 요리쓰네는 가로쿠 3년(1226년), 정식으로 세이이타이쇼군(征夷大將軍)이 되었다(사네토모가 암살되고 6년여의 기간 동안 막부에는 세이이타이쇼군이 존재하지 않았다). 요리토모 이래의 오쿠라 고쇼(大倉御所)에 있던 막부의 고쇼 대신 쓰루가오카 하치만구(鶴岡八幡宮) 남쪽 와카미야 대로(若宮大路)의 동쪽에 있던 우쓰노미야 대로(宇都宮辻子)에 막부를 새로 지었다. 쇼군 요리쓰네가 이곳으로 옮긴 다음날 효조슈를 열고 최초로 평의(評議)가 이루어졌는데, 이후에는 모든 상벌을 야스토키 자신이 결정할 뜻을 선언하였다. 이 막부 이전은 규모만 작을 뿐 분명한 천도였고 쇼군 독재 시대로부터의 심기 일전을 도모하고 '합의제' 싯켄정치를 발족시키는 상징적인 사건이었다.
한편 가로쿠 3년(1227년) 6월 18일에 16세의 차남 도키자네(時實)가 가신에게 살해된다. 3년 뒤인 간키(寛喜) 2년(1230년) 6월 18일에는 맏아들 도키우지(時氏)도 28세로 병사하였다, 1개월 뒤인 7월에는 미우라 야스무라에게 시집갔던 딸이 낳은 아들이 10일만에 죽고 딸 자신도 산후 후유증으로 8월 4일에 25세로 죽고 마는 등의 불행이 이어졌다.

### 고세이바이시키모쿠(御成敗式目)
조큐의 난 이후 새로 임명된 지토의 행동이나 수입을 둘러싸고 각지에서 분쟁이 잇따랐는데, 집단지도 체제를 실시하기에 즈음한 무렵부터 추상적 지도 이념이 요구되고 있었다. 분쟁 해결을 위해서는 으레 요리토모 시대의 '선례'(先例)가 기준이 되었지만 이러한 '선례'도 한계가 있었고, 또한 선례들이 생겨났을 당시의 상황과는 맞지 않게 된 부분도 있었다.
야스토키는 교토의 법률가들에게 의뢰하여 율령(律令) 등의 귀족들의 법의 요점을 적어줄 것을 요구하여, 매일 아침 그것을 열심히 들여다보고 탐구했다. '도리'(무사 사회의 건전한 상식)를 기준으로 여기에 '선례'를 가미한 통일적인 무사사회의 기본이 될 「법전」의 필요성을 느끼게 되었고, 효조슈의 의견도 이와 같았다.
교토를 본따 보(保)라는 행정 단위가 가마쿠라에 도입되고, 오아미다부쓰(往阿彌陀佛)이라는 승려의 사회 사업을 후원해 조에이(貞永) 원년(1232년), 와가에시마에 항만 시설을 정비하였다. 그리고 그 해 8월, 야스토키를 중심으로 한 효조슈들이 안을 가다듬고 편집을 진행시킨 총 51개조로 이루어진 막부의 새로운 기본법률이 완성된다. 처음에는 그냥 '시키조'(式條)나 '시키모쿠'(式目) 등으로 불렸지만 재판기준으로서의 의미로 '고세이바이시키모쿠'로 불리게 되었다. 완성에 앞서 야스토키는 로쿠하라 단다이로서 교토에 있던 동생 시게토키(重時)에게 보낸 두 통의 편지 안에서, 시키모쿠의 목적에 대해 다음과 같은 이유를 언급하고 있다.
많은 재판사건에서 같은 호소에도 강한 자가 이기고 약한 자가 지는 불공평을 없애고, 신분의 고하에 관계없이 치우치지 않은 공정한 재판을 위한 기준으로서 만든 것이 이 '시키모쿠'다. 교토 근처에서는 "뭣도 모르는 동쪽 촌놈(あずまえびす)들이 무슨 헛소리냐"며 비웃는 사람이 있을지도 모르고, 또 그 규준으로 이미 훌륭한 '율령'이 있지 않느냐는 반문이 있을지도 모른다. 그러나 시골에서는 율령의 법에 통달한 사람은 만 명 가운데 한 명도 안 되는 실정인데, 율령의 규정을 적용해 처벌하거나 하는 것은 마치 짐승을 함정에 내던지는 것과 같은 짓이다. 이 '시키모쿠'는 한자도 모르는 이러한 지방의 무사를 위해 만들어진 법률이며, 종자는 주인에게 충을 다하고 아이는 부모에게 효를 다하도록, 사람의 마음에 곧은 것을 공경하고 왜곡된 것을 멀리하도록, 토민들이 안심하고 살 수 있도록, 이라는 지극히 평범한 '도리'에 근거한 것이다.

《고세이바이시키모쿠》는 일본 역사상 최초의 무가법전(武家法典)이었다. 그 이전까지는 고대의 율령이나, 메이지(明治) 이후의 각종 법령(法令)이 기본적으로 외국의 법령을 모범으로 제정한 계승법이었던 것에 비해 시키모쿠는 일본 고유의 독자적인 법령이라는 점에서 오늘날까지 일본 법제사상 획기적인 것이 되었다.

### 말년
수년 전부터 기후 불순으로 인해 국내는 온통 피폐한 상황이었고, 간키 2년(1230년)에는 '간키 기근'이라 불리는 대기근이 특히 맹위를 떨쳐 그에 대한 대응에 정신이 없었다. 《고세이바이시키모쿠》 제정의 배경에는 이러한 사회 불안도 한몫했다. 야스토키는 이즈와 스루가의 난민 구제를 위해 현지의 부유한 자들에게 쌀을 대출하도록 명했다. 그리고 세간에 교토에서 히레키라는, 제례 때에 쓰는 돌멩이 사용을 금지하는 바람에 기아가 생겼다는 소문이 돌자 히레키 사용 금지를 철회하기도 했다.
가테이(嘉禎) 원년(1235년), 이와시미즈 하치만구(石清水八幡宮)와 고후쿠지(興福寺)의 충돌, 여기에 히에이 산(比叡山) 엔랴쿠지(延暦寺)까지 말려든 대규모의 지샤 다툼이 일어나자 막부는 강권을 써서 억눌렀다. 당시 고후쿠지, 엔랴쿠지를 중심으로 한 승병(僧兵)의 발호는 인세이(院政) 시기 이래로 일본 조정이 대책 마련에 가장 골몰했던 부분이었는데, 무사들이 주축인 막부가 전면에 나서면서는 '승병의 부당한 요구에는 단호히 무력으로 진압한다'는 방침이 떨어졌다. 앞서 조큐의 난 때에 오키 섬으로 유배되었던 고토바인(後鳥羽院) 등에 대해 교토로 귀환시키자는 제안이 가테이 원년에 있었지만, 야스토키는 거부했다.
조큐의 난 이후 막부는 교토의 조정에 강권적인 태도를 취했는데, 왕위 계승 문제에서 이 점이 두드러지게 드러났다. 닌지 3년 (1242년)에 시조 천황(四条天皇)이 승하하고 준토쿠 상황(順徳上皇)의 아들 다다나리 왕(忠成王)이 새로운 천황으로 옹립될 예정이었으나, 야스토키는 다다나리 왕의 아버지 준토쿠 상황이 고토바인과 같은 조큐의 난 주모자임을 들어 강하게 반대했고, 끝내 귀족들의 불만과 반발을 억눌러가며 쓰치미카도 상황(土御門上皇)의 왕자를 기어이 고사가 천황(後嵯峨天皇)으로 옹립시켰다. 이런 무리한 조치는 구조 미치이에(九條道家)나 사이온지 긴쓰네(西園寺公経) 등 교토의 구게들 일부의 반감을 불렀고, 후에 그들과의 관계가 악화되는 원인이 되었다. 새로운 천황의 외척(숙부)이었던 쓰치미카도 사다미치(土御門定通)는 야스토키의 누이동생인 다케도노(竹殿)를 아내로 맞이들였고 이후 야스토키는 사다미치를 통해 조정 내부에도 세력을 침투시킬 수 있게 되었다.
왕위 계승 문제 무렵부터 과로가 원인이 되어 쓰러졌던 야스토키는 이질이 발병하면서 몸상태가 악화되어 출가하고 법명을 간가(觀阿)라 하였다. 이로부터 1개월 반이 지난 닌지 3년(1242년) 6월 15일에 서거한다. 향년 60세(기묘하게도 요시토키, 마사코, 오에노 히로모토도 호조씨 정권에서 중요한 지위를 맡고 있던 인물들도 야스토키와 비슷한 6월 ~ 7월에 서거하였는데, 공교롭게도 예전 조큐의 난으로 세 상황이 유배된 때와 같은 계절이었기 때문에 항간에서는 상황의 원령이 저주를 내린 것이 아니냐는 소문까지 나돌았다).
야스토키가 임종 때에는 가마쿠라의 신젠코지(新善光寺)의 승려가 염불을 권했다고 한다. 야스토키에 이어 제4대 싯켄으로는 요절한 도키우지의 장남 쓰네토키(経時)가 취임하였다.
야스토키의 정치를 특징짓는 것은 초대 쇼군 요리토모 이래의 독재정치에서 합의정치로의 이행이라 할 수 있다. 고시라카와(後白河), 고토바 두 상황에 걸쳐 그 인세이가 강력하게 영향력을 발휘하던 조큐의 난 이전, 막부는 고케닌의 권익을 옹호하고 구세력에 맞서는 입장이었지만, 인세이의 실질적 기능을 잃은 조큐의 난 이후 막부는 귀족이나 지샤 등의 구세력과 지토 · 고케닌 세력과의 균형 위에 서서 양자의 대립을 조정하는 권력으로서 고정되었다. 아버지 요시토키의 과업을 이어 호조 싯켄 체제를 궤도에 올린 야스토키는 일본 역사에서 명군으로 칭송되고 있다.

## 평가
야스토키는 인격적으로 우수하였고, 무가나 구게 모두로부터 인망이 두터웠다는 긍정적 평가를 받았다. 산기(參議) 히로하시 쓰네미쓰(広橋経光) 등의 구게들이 고대 중국의 성인군자에 빗대어 칭찬하였으며, 무사들로부터는 야스토키의 정치가 당시 가마쿠라 무사들의 질박하고 현실적이며 강건한 이상을 체현한 것으로 여겨져 그의 뛰어난 인격을 말하는 에피소드가 많이 남아 전해지고 있다. 《사석집》(沙石集)에는 야스토키를 "진실로 현인이다. 백성의 한탄을 자신의 한탄처럼 여긴 만인의 부모와 같은 사람이었다"며, 재판 시에는 '도리'라는 말을 반복하면서 그러한 '도리'에 관한 이야기를 들으면 "도리보다 아름다운 것은 없다"며 감동해 눈물까지 흘렸다고 전하고 있다.
다음은 《사석집》에 실려있는 야스토키에 관련한 일화이다.
1. 규슈에 충성스럽고 근면한 젊은 무사가 있었다. 그의 아버지는 곤궁을 위해 영지를 팔아야 할 처지였는데, 고심하던 그는 아버지가 팔았던 영지를 다시 사서 아버지에게 돌려주었다. 그러나 아버지는 그에게 영지를 주지 않고, 모두 그의 동생에게 주어 버렸고, 영지를 둘러싸고 형제의 사이에 쟁론이 생겨 결국 야스토키의 재판을 받게 되었다. 입회한 야스토키는 처음에는 형의 손을 들어주고 싶었지만 남동생은 정식 수속을 거치고 있었고 고세이바이시키모쿠의 조항에 비추어 보아도 동생이 분명히 유리한 상황이었기에 하는수 없이 야스토키는 동생의 손을 들어주어야 했다. 그런 한편으로 형을 가엾게 여긴 야스토키는 그 뒤로도 줄곧 그의 생활을 돌봐 주었다. 그 뒤 형은 어느 여성과 결혼하여 매우 궁핍하게 살았는데, 어느 날 규슈에 영주가 빠진 토지가 발견되자, 야스토키는 그것을 형에게 주었다. 형은 "이 2, 3년 동안 아내에게 고생만 시켰으니 이번에 받은 영지로 밥이라도 충분히 먹여주고 싶습니다." 라고 감사했다. 야스토키는 이에 "입신하면 조강지처를 잊어버리는 사람이 세상에는 많은데 너의 생각은 실로 훌륭하도다."라며 여비의 말이나 말안장도 내어 주었다.
2. 어느 지토와 료케(領家)가 쟁론했을 때, 료케의 반박을 들은 지토는 즉시 자신의 패배를 인정했고, 야스토키는 "훌륭한 패배다. 분명한 패소인데도 변명하는 것이 보통인데, 스스로 패소를 인정한 자네는 실로 훌륭하고 정직한 사람이다. 오랫동안 재판을 해왔지만, 이렇게 기쁜 일은 처음이다"라며 눈물을 흘리며 감동했다.
3. 미나모토노 요리이에를 섬기던 19세의 무렵, 요리이에가 축국에 빠져 막부 정치를 돌아보지 않는 것을 우려하여 간언했던 적이 있다. 간키의 기근 때는 피해가 심했던 지역의 백성에 대해 세금을 면제하거나 쌀을 나눠주어 많은 민중을 구했다는 일화가 있다. 이때에는 민중을 깊이 생각하고 검소한 것을 중시해 다다미나 입는 옷, 에보시 같은 것을 새로 짓지 않았으며 밤에도 등불을 쓰지 않았고, 연회나 유람을 취소하는 등 호화로운 것을 금지했다. 만년에 행한 도로 공사 때는 직접 말을 타고 흙과 돌을 운반한 일도 있었다.

이와 같이 맡은 일을 성실하게 해냈기에 구게나 민중으로부터도 평판이 좋았고, 야스토키가 심은 버드나무 그늘에서 쉬는 여행자가 야스토키에게 감사하는 일화도 있다.
그러나 한편으로 전임 간파쿠를 지낸 고노에 쓰네카네(近衛経兼) 같은 경우는 조큐의 난 이후의 조정에 대한 엄정한 조치를 원망해 그를 다이라노 기요모리와 같다고 비난하고, "야스토키는 극악무도한 자라 고열로 숨진 것이다"라고 악평하고 있다. 이러한 일부 구게들의 악감정을 반영한 것이 야스토키의 죽음에 대한, 고토바 상황의 저주와 연루지어 해석하는 전설이다.
가마쿠라 막부가 멸망한 뒤, 호조씨에 대한 평가는 주로 왕실에 대한 처우를 둘러싼 대의명분론을 중심으로 이루어졌는데, 싯켄 호조 다카토키(北条高時) 등이 암군(暗君)으로 평가된 것에 비해 야스토키는 그의 '덕정'이 칭송되는 경향이다. 남북조 시대에는 남조(南朝)측의 기타바타케 지카후사(北畠親房)가 《신황정통기》를 지으면서 "심성이 바르고 정직한 정치를 하며 사람에게 자비를 베풀고 사치를 하지 않는 인물이었다. 공가에 대해서 존중하고 혼조(장원영주)의 고충을 없앴기 때문에 바람 앞에 먼지가 남지 않듯이 천하는 곧바로 진정되었다. 이리하여 오랫동안 평화가 유지된 것은 오로지 야스토키의 힘에 의한 것이라 전해진다", "덕정을 최우선으로 행하고 법규를 엄정히 하였다. 자신의 본분을 분별할 뿐만 아니라, (호조 씨) 일족 및 모든 무사에 이르기까지 훈계하여 고위, 고관을 바라는 자가 없었다."고 칭송하였고, 야스토키 이후의 자손들은 야스토키만큼의 각오도 없었지만 그가 확립한 법제대로 정치가 행해졌기 때문에 미흡하면서도 대대로 이어진 것으로 "무릇 호겐, 헤이지의 난 이래 혼란한 세상에 만약 요리토모라는 자도 나오지 않고 야스토키라는 자도 없었다고 한다면, 도대체 일본국의 인민은 어떻게 되었을까?"라고 호평하였다. 에도 시대(江戸時代) 무가의 전횡을 비판하고 야스토키의 아버지 요시토키에 대해 "일본 역사를 통틀어 그만한 소인배도 없다"고 혹평했던 아라이 하쿠세키(新井白石)도 야스토키에 대해서는 "그가 현인이었던 것은 새삼스럽게 말할 필요도 없다"며 긍정적 평가를 보이고 있다. 한편으로, 에도 시대의 국학 진흥에 힘쓴 모토오리 노리나가(本居宣長)나 라이 산요(頼山陽) 등의 국학자가 야스토키를 비판하고 있다.
또한 가마쿠라 막부의 싯켄 호조씨에 의해 후세에 편찬된 역사서 《아즈마카가미》에도 야스토키에 관한 미담이 많이 기록되고 있지만, 그 가운데는 다른 사람의 에피소드를 도용한 것도 있다(아즈마카가미#도쿠소케(得宗家)에 대한 현창 참조).

## 약력
※날짜는 음력입니다.
- 겐큐 5년(1194년), 2월 2일, 원복.
- 겐랴쿠 원년(1211년), 9월 8일, 슈리노스케 임관.
- 겐포 4년(1216년), 3월 28일, 식부승(式部丞)으로 옮김. 12월 30일, 종5위하 관위를 받다(식부승은 예전대로).
- 겐포 6년(1218년), 사누키노카미(讚岐守)로 임명.
- 겐포 7년(1219년), 1월 5일, 종5위상으로 관위가 오름(사누키노카미는 예전대로). 1월 22일, 스루가노카미로 옮겨짐. 11월 13일에 무사시노카미가 됨.
- 조큐 3년 (1221년), 6월 16일, 막부 로쿠하라 단다이의 북방이 됨.
- 조오 3년 (1224년), 6월 17일, 로쿠하라 단다이에서 물러남. 6월 28일, 싯켄이 된다.
- 조에이 원년(1232년), 4월 11일, 정5위하에 관위가 오름(무사시노카미는 예전대로).
- 가테이 2년 (1236년), 3월 4일, 종4위하로 관위가 오름(무사시노카미는 예전대로). 12월 8일, 사쿄노곤노다이후 겸임.
- 가테이 4년 (1238년), 3월 18일, 종4위상으로 관위가 오름(사쿄노곤노다이후와 무사시노카미는 예전대로). 4월 6일, 무사시노카미 사임. 12월 7일, 사쿄노곤노다이후 사임.
- 엔오(延応) 원년(1239년), 9월 9일, 정4위하로 관위가 오름.
- 닌지 3년(1242년), 5월 9일, 출가. 6월 15일, 사망(향년 60). 법명은 소라쿠지간가(常楽寺観阿). 보제사는 가마쿠라시 오후네의 구리후네(粟船) 산 소라쿠지(常楽寺).

## 헨기(偏諱)를 받은 인물
- 아시카가 야스우지(足利泰氏)
- 아다치 야스모리(安達泰盛)
- 우쓰노미야 야스쓰나(宇都宮泰綱)
- 고다 야스토모(小田泰知)
- 사사키 야스쓰나(佐々木泰綱)
- 미우라 야스무라(三浦泰村)

## 참고 문헌
- 고미 후미히코 등 《일본인 이야기》(한은미 역) 이손, 2003년

## 같이 보기
- 아즈마카가미